# Aeroporto de Ourinhos
O Aeroporto Estadual de Ourinhos / Jornalista Benedito Pimentel está localizado no município de Ourinhos, no estado de São Paulo.

## Aeroporto Estadual deOurinhos/ Jornalista Benedito Pimentel
SDOU/OUS

### Características
Latitude: 22º58’55” S - Longitude: 49º54’41” O 

Indicação ICAO: SDOU - Horário de Funcionamento: H24O/R 

Código de Pista: 2 - Tipo de Operação: VFR noturno 

Altitude: 467m/1.532 ft - Área Patrimonial (ha): 80,02 

Temp. Média: 32,6 °C - Categoria Contra Incêndio disponível: 2 

Distância da Capital (km) - Aérea: 343 Rodoviária: 395 

Distância até o Centro da Cidade: 4 km 

Endereço: Avenida Luiz Saldanha Rodrigues, s/nº - CEP: 19900-970 

Fone: (14) 3322-1277 - Fax: (14) 3322-1277 cxp 65

### Movimento
Dimensões (m): 1.500 x 30 

Designação da cabeceira: 16 - 34 - Cabeceira Predominante: 16 

Declividade máxima: 0,44% - Declividade Efetiva: 0,35% 

Tipo de Piso: asfalto - Resistência do Piso (PCN): 15/F/C/Y/U 

Localização (pelo GoogleEarth): -22,966 -049,91248 Altitude: 462 metros

### Pista
Ligação do pátio à pista de pouso - PRA (m): 205 x 20 

Tipo de Piso: asfalto 

Distância da cabeceira mais próxima (m): 400

### Pátio
Dimensões (m): 60x40 - Capacidade de Aviões: 1 F-100 

Dist. da Borda ao Eixo da Pista(m): 220 - Tipo de Piso: asfalto

### Auxílios operacionai s
NDB: 315 - Sinais de Eixo de Pista - Biruta - Luzes de Táxi 

Sinais de Cabeceira de Pista - Sinais Indicadores de Pista 

Sinais de Guia de Táxi - Farol Rotativo 

Luzes de Pista - Luzes de Obstáculos 

Luzes de Cabeceira - Iluminação de Pátio 

Freq. do Aeródromo: 123,45 - Circuito de Tráfego Aéreo: Padrão

### Abastecimento
BR Aviation: AVGAS

### Instalações
Terminal de Passageiros (m²): 250 

Estac. de Veículos - nº de vagas: 120 

Tipo de Piso: asfalto

### Serviços
Telefone público - Ônibus Urbano 

Área p/ Publicidade 

KCT 

Sinalização vertical no TPS 

Hangares: 2 - Cabine de Força (KF)

### Outros
Não consta